# Internationales Komitee der Vierten Internationale
Das Internationale Komitee der Vierten Internationale (IKVI) ist eine zentralisierte trotzkistische Weltorganisation, die im November 1953 bei der Spaltung der Vierten Internationale entstand und die World Socialist Web Site betreibt. In Deutschland gehört ihr die Sozialistische Gleichheitspartei (SGP) an.

## Geschichte

### Vorgeschichte
In der pablistischen Mehrheit der Vierten Internationale in den späten 40er und frühen 50er Jahren herrschte eine Vorstellung vor, nach kurzer wirtschaftlicher Erholung stünde eine schwere kapitalistische Wirtschaftskrise unmittelbar bevor, die zu einem Dritten Weltkrieg führen müsse. Der Kongress von 1946 betrachtete die Nachkriegszeit lediglich als kurzes Zwischenspiel, währenddessen die USA bereits einen Angriffskrieg auf die UdSSR vorbereiten würden.
Ungeachtet der Einhegung des Kapitalismus durch die Systemkonkurrenz mit den kommunistischen Staaten des Ostblocks sowie Chinas hielt dieser Alarmismus bis in die fünfziger Jahre an. So wurde auf dem 3. Weltkongress 1951 erneut von konkreten Vorbereitungen zu einem neuen Weltkrieg gesprochen. Da für den Aufbau starker trotzkistischer Parteien nun aber keine Zeit mehr sei, sollten die Mitglieder der Vierten Internationale ihr Glück stattdessen im Entrismus suchen, sei es dass sie den existierenden stalinistischen Kommunistischen Parteien beitreten, durchaus auch mit dem Ziel, diese zu beeinflussen, oder dort, wo die Arbeitsbedingungen in den sozialdemokratischen Parteien als besser angesehen wurden, den sozialdemokratischen Parteien.

### Abspaltung von der Vierten Internationale
Sowohl die alarmistische Einschätzung der Lage als auch die geforderte Konsequenz der Aufgabe einer eigenständigen trotzkistischen Organisierung stieß in Teilen der Internationale auf erwartbaren Widerspruch. Insbesondere die impliziten Hoffnungen auf eine Veränderung der stalinistischen Parteien konnten viele nicht teilen, während der Entrismus in sozialdemokratische Parteien weit weniger kritisch gesehen wurde.
Dennoch stellte sich 1951 zuerst nur die Mehrheit der französischen PCI offen gegen den vorherrschenden Kurs. Erst als 1953 weitere Sektionen auf Konfrontationskurs mit der Internationale gingen, kam es zum Bruch: Gemeinsam mit der von Pierre Lambert angeführten PCI-Mehrheit (der späteren OCI) spalteten sich die US-amerikanische (SWP), englische („The Club“ unter Führung von Gerry Healy), schweizerische, neuseeländische und argentinische (unter Führung von Nahuel Moreno) Sektion von der Vierten Internationale ab und schlossen sich zum Internationalen Komitee der Vierten Internationale zusammen. Die abgespaltene Tendenz wird gelegentlich nach dem Führer der SWP, James P. Cannon, „Cannonisten“ genannt.

### Teilweise Wiedervereinigung
Im Jahr 1963 vereinigten sich jedoch viele Anhänger des IKVI, unter anderem die SWP, wieder mit der Vierten Internationale, deren neue Leitung nun Vereinigtes Sekretariat der Vierten Internationale genannt wurde. Die führenden Gegner dieser Wiedervereinigung waren Gerry Healy in England und Pierre Lambert in Frankreich.
1971 verließ auch Lamberts Partei OCI das Internationale Komitee. 1985 führte der Bruch mit der Workers Revolutionary Party  um Gerry Healy zu einer weiteren Zersplitterung des IKVI.

## Sektionen
Alle Sektionen des aktuell von David North geführten Internationalen Komitees tragen den Namen Socialist Equality Party. Nach eigenen Angaben soll damit der zentralisierte Charakter der Organisation und ihr Kampf für internationalen Sozialismus und soziale Gleichheit betont werden.
| Land                   | Partei                           |
| ---------------------- | -------------------------------- |
| Australien             | Socialist Equality Party         |
| Deutschland            | Sozialistische Gleichheitspartei |
| Frankreich             | Parti de l’égalité socialiste    |
| Kanada                 | Socialist Equality Party         |
| Sri Lanka              | Socialist Equality Party         |
| Türkei                 | Sosyalist Eşitlik Partisi        |
| Vereinigte Staaten     | Socialist Equality Party         |
| Vereinigtes Königreich | Socialist Equality Party         |

Die International Youth and Students for Social Equality (IYSSE) sind der weltweite Jugendverband des Internationalen Komitees. Außerdem existieren dem Internationalen Komitee angeschlossene nationale Gruppen, die noch keinen vollwertigen Parteistatus erlangt haben, in folgenden Ländern:
| Land                 | Gruppe                             |
| -------------------- | ---------------------------------- |
| Indien               | ICFI Supporters                    |
| Irland               | Socialist Equality Group           |
| Neuseeland           | Socialist Equality Group           |
| Pakistan             | Marxist Voice                      |
| Russland und Ukraine | Young Guard of Bolshevik-Leninists |
| Brasilien            | Socialist Equality Group           |